# Journey (Gert Emmens en Ruud Heij)
Journey is het derde muziekalbum van de Nederlandse synthesizermusici Gert Emmens en Ruud Heij. Het album is uitgebracht op 2 april 2007 op het platenlabel van Groove Unlimited.
Het album bevat klanken in het genre Berlijnse School voor elektronische muziek en ambientmuziek. Daarvoor wordt er gebruikgemaakt van sequencers en synthesizers.

## Gebruikte instrumenten
Alesis ION, ARP Odyssey, Arp Pro Soloist, Boss DR-660, Clavia Nord Modular, Elektor Formant, EMS SynthiA, Emu E6400, Emu Vintage Keys, Korg PE-1000, Korg MS2000, Korg Wavestation EX, Mam MB33, Minimoog, Polymoog, Moog Sonic 6, Philips Philicorda GM751, Roland M-VS1, Roland RS-202, Roland SH-32, Yamaha A4000, Yamaha AN1x, Yamaha S30, Yamaha SY85.

## Tracklist
| 1.                   | Journey                                  | 8:01  |
| 2.                   | The Endless Running Messenger            | 15:32 |
| 3.                   | A City Awakens                           | 11:46 |
| 4.                   | Rolling Thunder In The Mountains Of Hope | 11:52 |
| 5.                   | Red Clouds Over A Misty Swamp            | 9:28  |
| 6.                   | Regaining Breath In The Eye Of The Storm | 17:49 |
| Totale duur: 1:14:28 |                                          |       |

## Medewerkers
- Gert Emmens, Ruud Heij – synthesizers, sequencers
- Gert Emmens - mastering
- Ed Unitsky - artwork